# Vaccinium macrocarpon
L'ossicocco americano (Vaccinium macrocarpon Aiton, 1789) è una è una pianta da frutto appartenente alla famiglia delle Ericacee, di origine americana.
Questa pianta viene detta anche "mirtillo rosso americano", da non confondersi con quello detto semplicemente "mirtillo rosso" (Vaccinium vitis-idaea), arbusto producente un frutto analogo, di origine europea ed asiatica.

## Descrizione
L'ossicocco americano è un piccolo arbusto, sempreverde e latifoglia, con portamento di basso cespuglio legnoso, prostrato e pulvinato, cioè con forma a cuscino, e ricoprente il suolo per una altezza non superiore ai 20 cm, ed una larghezza fino a circa 1-2 metri. I rami sono sottili ed esili, e portano foglie coriacee alterne di piccola dimensione. I piccoli fiori rosati hanno petali ricurvi all'indietro ed antere e stigma sporgente, con un aspetto generale che ricorda quello dei fiori delle Fuchsia.
I frutti sono bacche rosse di discreta dimensione (in proporzione della dimensione della pianta), da cui deriva L'epiteto specifico: "macrocarpon" che significa a frutto grande. 
La fioritura avviene in maggio-giugno; i frutti raggiungono la piena maturazione in ottobre-novembre.

## Distribuzione e habitat
La pianta è originaria del Nord-Est degli Stati Uniti estendendosi a sud fino alla Sud Carolina, e delle contigue regioni del Sud-Est canadese.
È molto resistente al freddo, ed ha ambiente ottimale in aree umide e palustri, lungo i ruscelli, dove costituisce spesso estese colonie monospecie.
Ama terreno acido, in analogia ad altre Ericacee.

## Coltivazione
Più del 30% dei frutti utilizzati negli Stati Uniti è coltivato e lavorato in Wisconsin, per produrre alimenti conservati (composte e succhi), data la presenza di un clima e di un ambiente adatti, (è una pianta palustre) fatto che giustifica la presenza di installazioni industriali per la lavorazione.
I frutti sono anche industrialmente preparati congelati o essiccati.
In ambiente adatto (suolo e idrologia acida, e terreno umido) è possibile la coltivazione a pieno campo; in minor estensione, alle stesse condizioni, può essere coltivato in vaso. Vive in ambiente normalmente soleggiato, ma in ambiente molto soleggiato si giova di una modesta ombreggiatura, tollerando bene la mezz'ombra. Al di fuori dell'ambiente naturale ripariale necessita di irrigazione frequente ed abbondante.

## Usi
I frutti e le composte, succhi e gelatine derivate, oltre che a scopo alimentare, sono anche considerate tradizionalmente con attività farmacologiche, disinfettanti e antinfiammatorie, particolarmente note per le infezioni alle basse vie urinarie (cistite). Proprio in quest'ultimo tipo d'infezioni, pubblicazioni mediche internazionali evidenziano un apporto benefico insignificante, non giustificandone il consumo a lungo termine per la prevenzione di ricadute.
(La Chocrane 2012 afferma: "Cranberry juice does not appear to have a significant benefit in preventing UTIs and may be unacceptable to consume in the long term.")
Il frutto ha una forte componente acida che permane nei prodotti derivati, e che contrasta gradevolmente col dolce che pure è contenuto nella polpa dei frutti. 
Le composte sono preparate schiacciando i frutti o lasciandoli interi almeno in parte, e portandoli a bollitura miscelati con acqua e zucchero, aggiungendo polpa di mela, possibilmente non molto matura, a funzione di incrementare il contenuto di pectina, che è un addensante naturale, utile soprattutto a produrre anche gelatine. È anche utilizzabile in luogo della polpa di mela, per lo stesso scopo, la pectina naturale estratta industrialmente, preparata in prodotto pronto all'uso.
Il consumo come alimento è molto radicato negli Stati Uniti ed in Canada, dove è tradizionalmente il cibo nelle ricorrenze festive invernali, come composta acida per la festa del Ringraziamento. Analogo uso si ha in Nord Europa per il Vaccinium vitis-idaea (mirtillo rosso europeo).
L'artista statunitense Alexandra Carter utilizza il colore acceso e la componente acida del succo di mirtillo rosso americano per creare opere pittoriche su supporti tessili come federe e lenzuola antiche. I'estratto della bacca viene adoperato puro o mescolato alla pittura.

## Galleria d'immagini

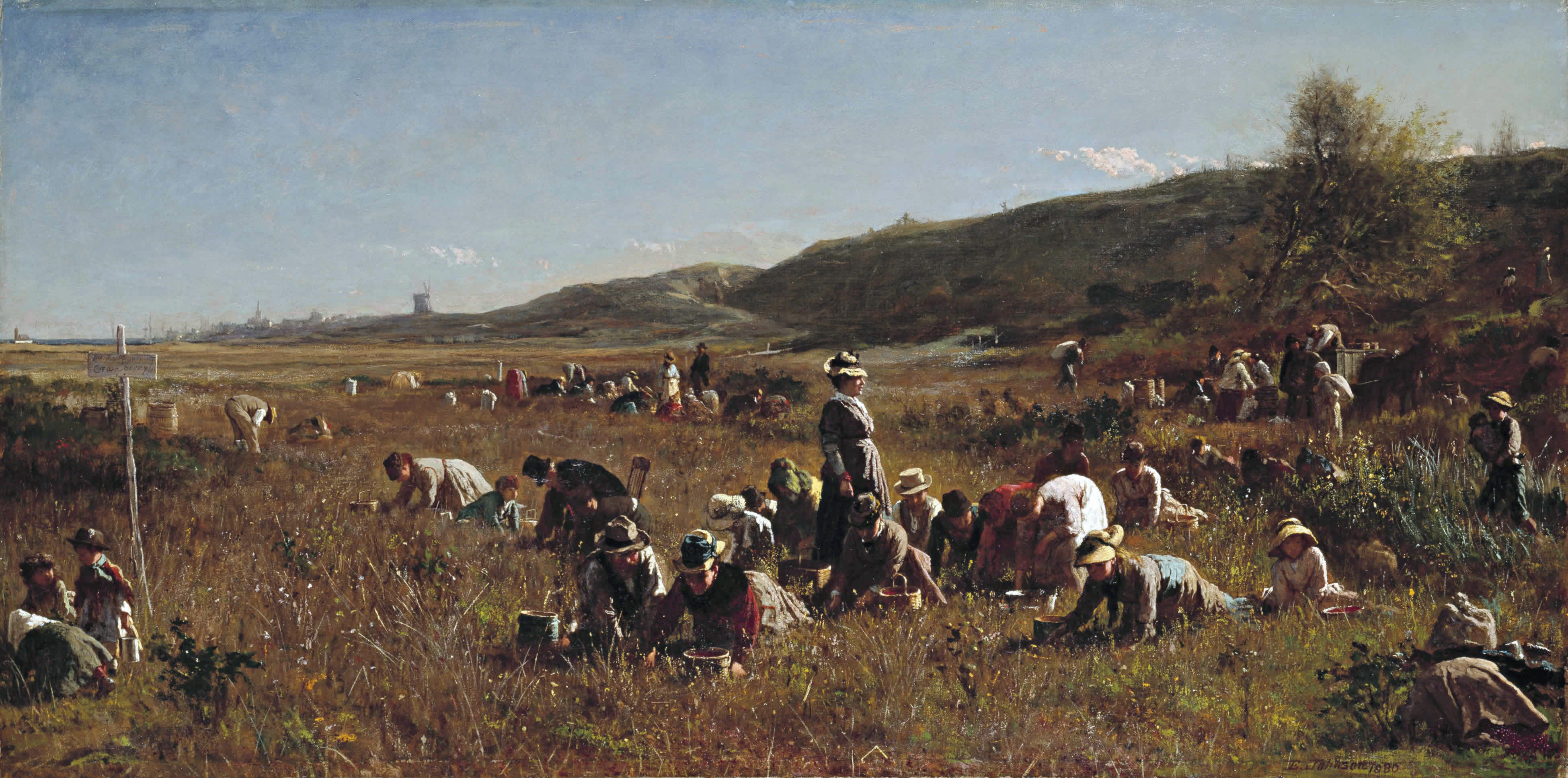
La raccolta dei mirtilli rossi americani nell'isola di Nantucket, Jonathan Eastman Johnson, 1880.
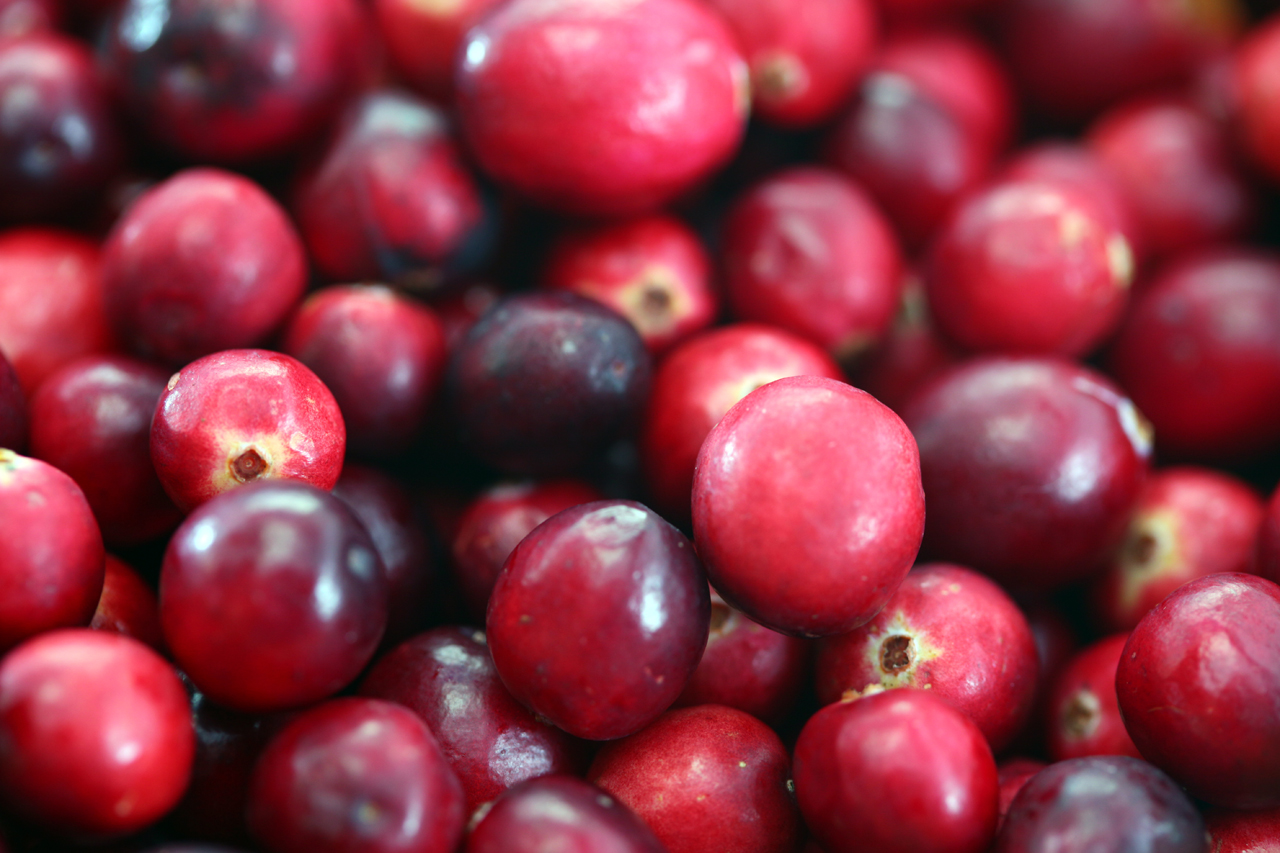
I frutti
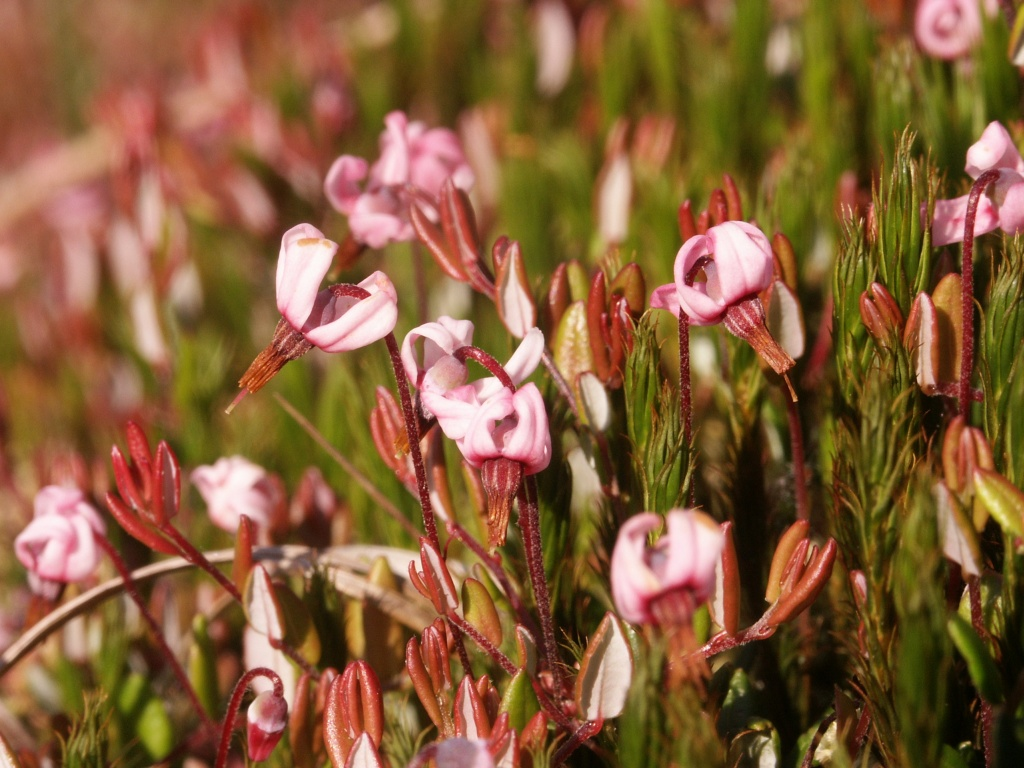
La fioritura
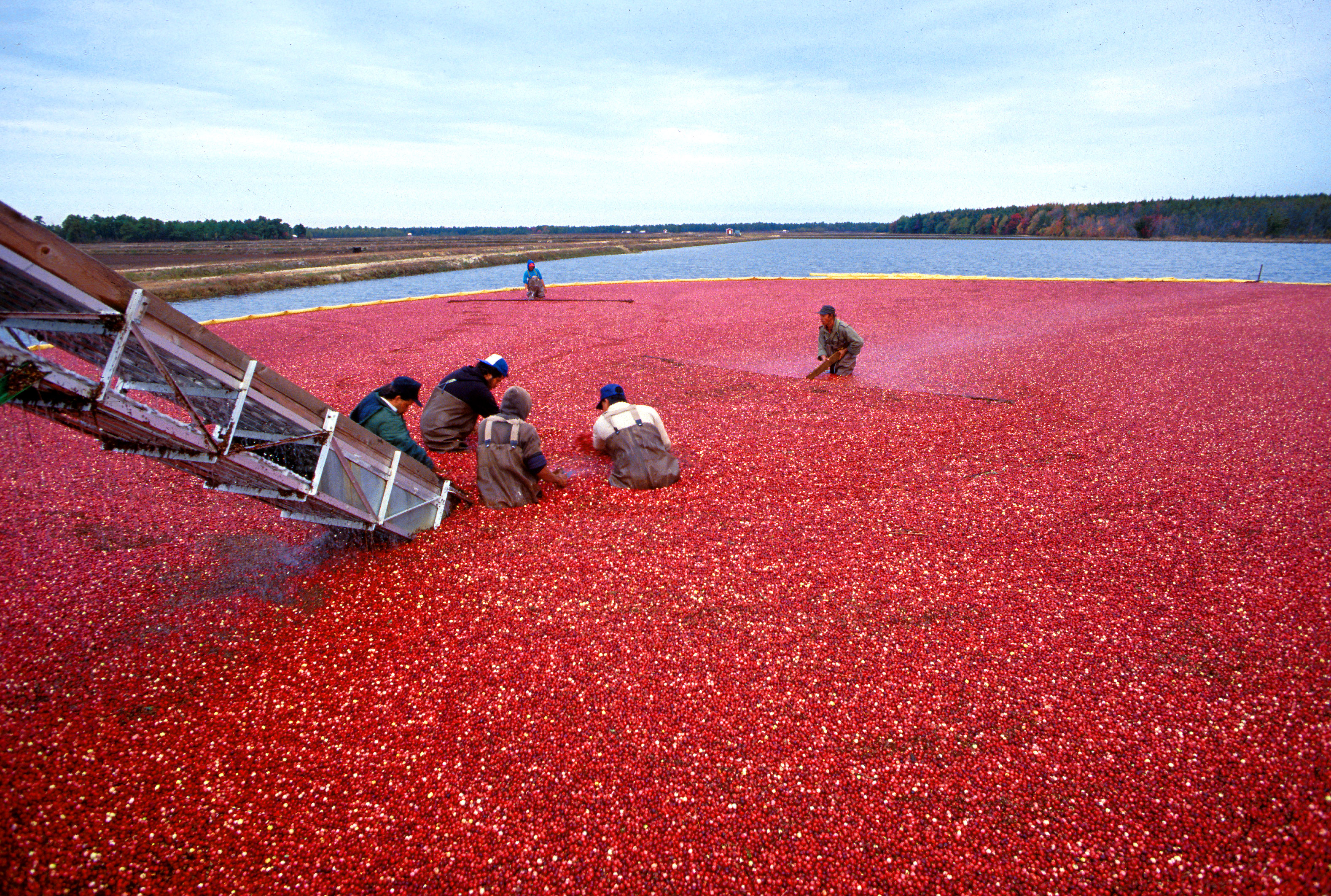
Lavaggio e cernita dei frutti per galleggiamento in un impianto del New Jersey.